# Omalus pseudoimbecillus
Omalus pseudoimbecillus (лат. ) — вид ос-блестянок рода Omalus из подсемейства Chrysidinae (триба Elampini). Китай (Yunnan).

## Описание
Мелкие осы-блестянки с коротким и широким телом (3,9-4,4 мм). Длина передних крыльев 3,3-3,6 мм. Основная окраска сине-зелёная (усики и мезоскутум чёрные, скапус зелёный). Пунктировка груди не глубокая. Жгутик усика посредине не утолщенный. Жвалы трёхзубчатые. Коготки с 3 зубцами. Задний край третьего тергита брюшка с вырезкой. Брюшко блестящее. Гнездовые паразиты одиночных ос и пчёл.